# Colombie-Britannique
Pour les articles homonymes, voir Colombie (homonymie).
La Colombie-Britannique (en anglais : British Columbia ; BC) est la province la plus occidentale du Canada, située entre l'océan Pacifique et les montagnes Rocheuses. Avec une population estimée à 5,2 millions d'habitants en 2021, elle est la troisième province la plus peuplée du pays. Sa capitale Victoria est la quinzième plus grande région métropolitaine du Canada et tire son nom de la reine Victoria, qui régnait sur l'Empire britannique au moment de la Confédération. Sa plus grande ville, Vancouver, est la troisième plus grande aire métropolitaine du Canada et la plus peuplée de l'Ouest. En 2013, elle compte environ 2,5 millions d'habitants.
La première colonie britannique de la région fut celle de Fort Victoria (en), qui a été établie en 1843. Elle donna naissance à la ville du même nom qui a d'abord été la capitale de la colonie de l'Île de Vancouver établie en 1848. La colonie de la Colombie-Britannique a ensuite été fondée en 1858 sur la partie continentale, par Richard Clement Moody (en) et le détachement des Ingénieurs Royaux, en réponse à la ruée vers l'or du canyon du Fraser. Moody a été le commissaire en chef des terres et des travaux de la colonie, ainsi que son premier lieutenant-gouverneur.
Moody a été choisi par le bureau des Colonies à Londres, pour transformer la colonie en un « rempart de l'extrême ouest » de l'Empire britannique et pour « fonder une seconde Angleterre sur les rives du Pacifique ». Il a ensuite choisi le site et a fondé la capitale d'origine, New Westminster, puis il a établi la route Cariboo et le parc Stanley. Il a également conçu la première version des armoiries de la Colombie-Britannique. La ville de Port Moody a été nommée en son nom. En 1866, l'île de Vancouver est annexée par la colonie continentale et Victoria devient la capitale de la colonie unifiée. En 1871, la Colombie-Britannique entre dans la Confédération et devient la 6e province du Dominion du Canada.
L'économie de la Colombie-Britannique repose principalement sur la foresterie, l'exploitation minière, le cinéma et le tourisme. Elle bénéficie également de valeurs de propriétés élevées et du fait d'être un centre pour le commerce maritime. Bien que moins de 5 % de son territoire soit de la terre arable, une grande activité agricole est produite dans les vallées Fraser et Okanagan, grâce à un climat plus chaud. Elle est la quatrième province du Canada en termes de produit intérieur brut

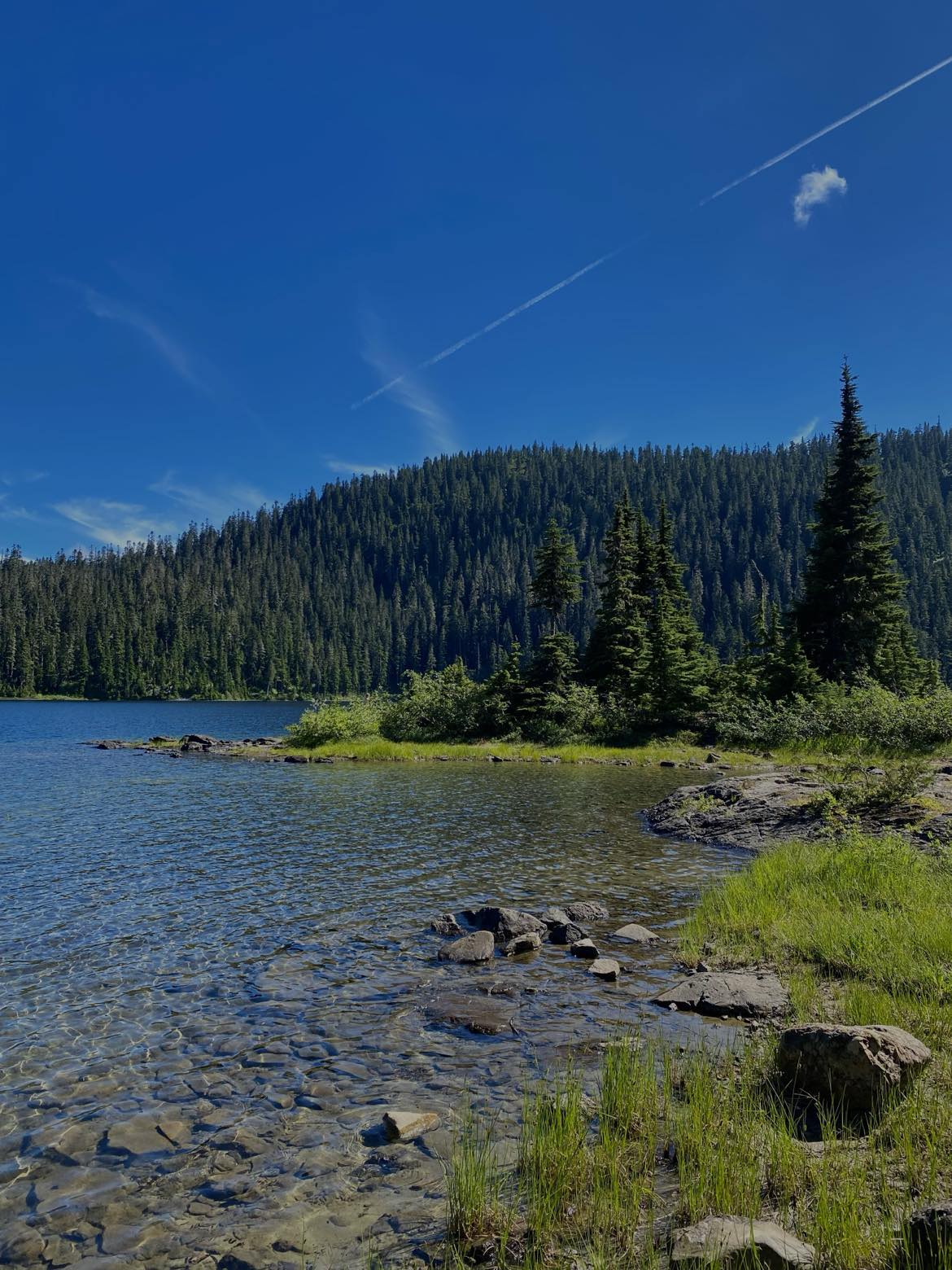
Vue de la crique Quathiaski en Colombie-Britannique, île de Vancouver.

## Règles de graphie, de genre et d’emploi
La Colombie-Britannique est de genre féminin. Lorsqu’on utilise le mot « province », il est d’usage d’écrire « La province de la Colombie-Britannique » comme avec les autres mots, par exemple, "Le gouvernement de la Colombie-Britannique". Son abréviation est: C.-B. et il est le sixième lorsqu'on ne précise pas l'ordre à suivre, étant donné qu'il est la sixième des provinces et territoires à faire son entrée dans la confédération.

## Géographie

### Géographie physique

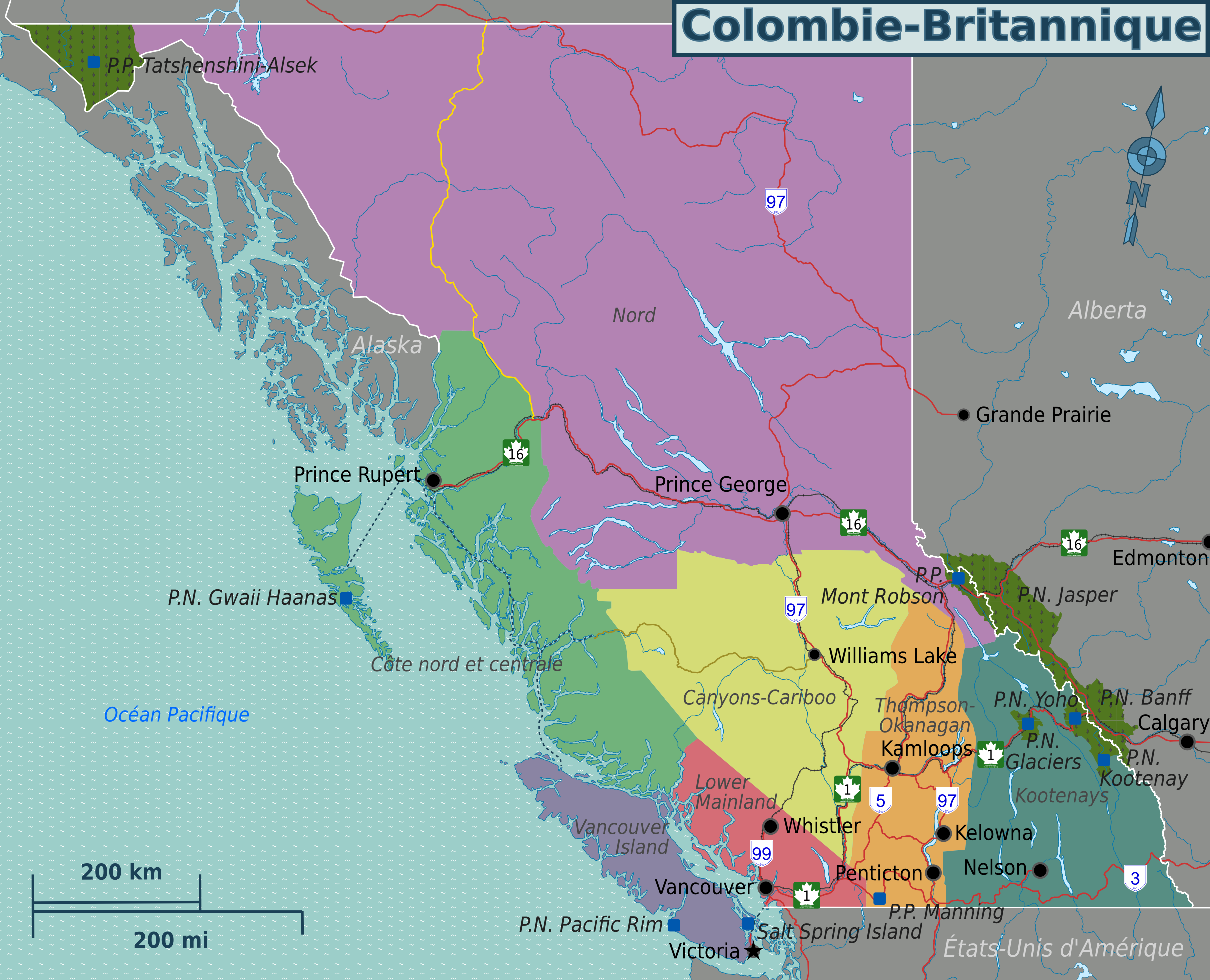
Carte de la Colombie-Britannique.

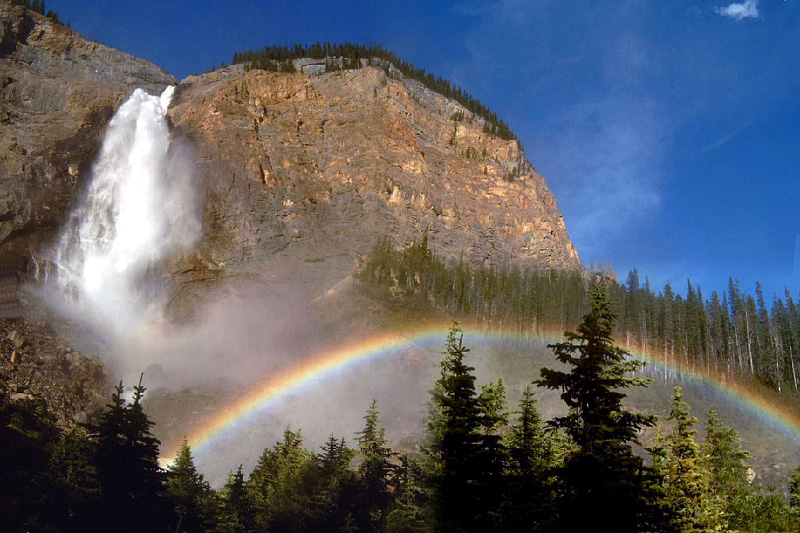
Chutes Takakkaw.

La Colombie-Britannique est la province la plus occidentale du Canada et longe la côte Pacifique du Canada. Elle a une forme allongée orientée du sud-est vers le nord-ouest, que l'on peut schématiser par un parallélogramme. Sa partie continentale est située entre les latitudes nord de 49° et de 60° (mais l'extrémité sud de l'île de Vancouver est située à 48°18'), tandis qu'elle s'étend entre les longitudes ouest de 114° et de 139°. Les régions limitrophes sont l'Alaska au nord-ouest, le Yukon et les Territoires du Nord-Ouest au nord, l'Alberta à l'est, et les États américains de Washington, de l'Idaho et du Montana au sud.

Le lac Bernard, en Colombie-Britannique, en août 2017.

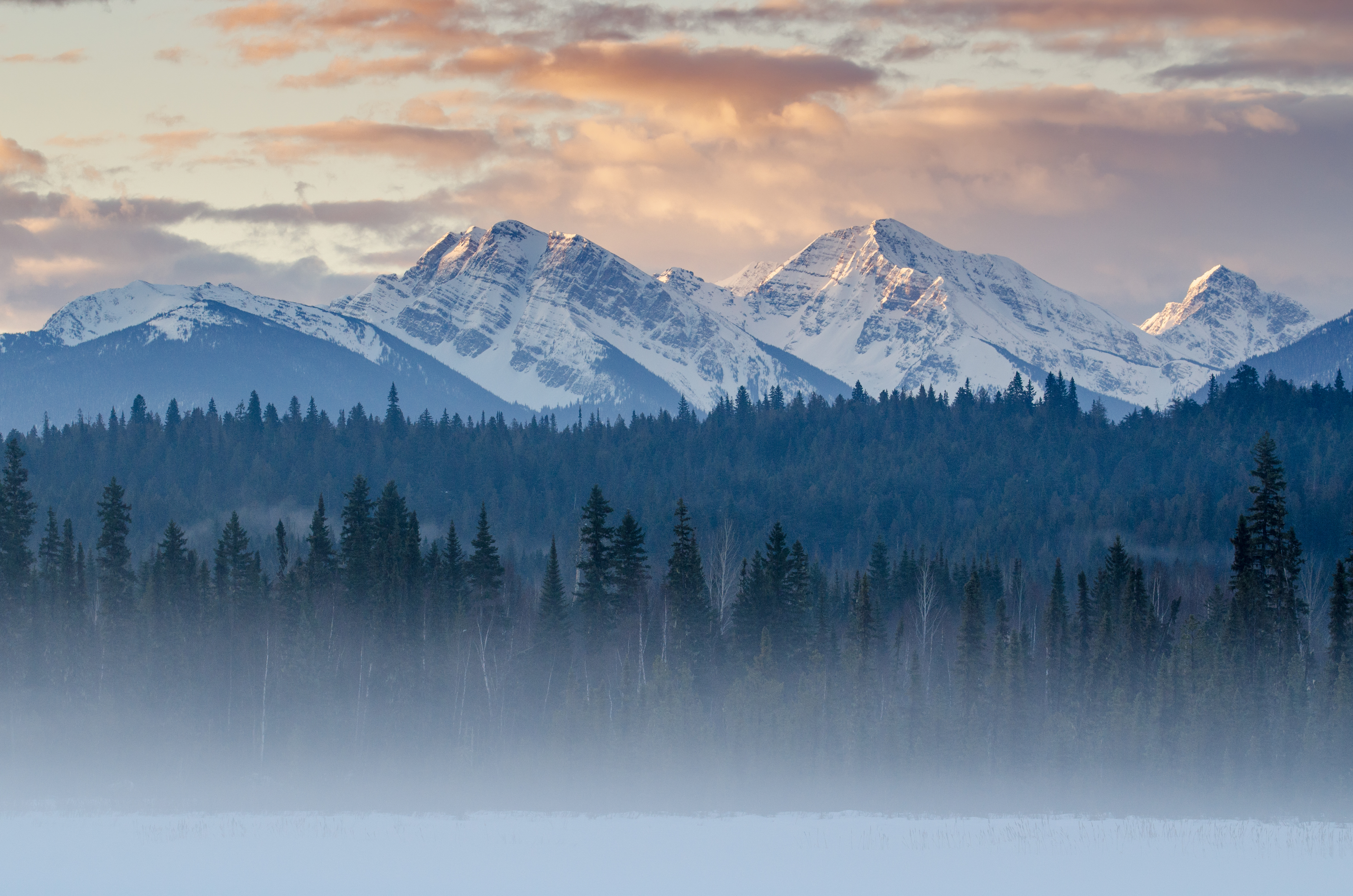
Un lac à Dome Creek près du Fleuve Fraser en Colombie-Britannique. Mars 2019.

La province est majoritairement dominée par des chaînes montagneuses globalement parallèles à l'axe nord–sud principal de la province, notamment les Rocheuses canadiennes, la chaîne Côtière, la chaîne des Cassiars et la chaîne Columbia. Ces montagnes recouvertes de vastes forêts ont été érigées il y a des dizaines de millions d'années lors de la subduction de la plaque océanique sous la plaque nord-américaine.
Dans la partie sud située entre les chaînes montagneuses de l'Ouest et celles de l'Est, se trouve un vaste plateau, le plateau intérieur (Interior Plateau), tandis que le coin nord-est de la province est occupé par des plaines légèrement ondulées dans le prolongement des grandes plaines de l'Alberta et de la Saskatchewan.
La côte, très montagneuse, est renommée pour ses nombreux fjords bordés de forêts, qui contribuent à rendre les paysages spectaculaires.

### Régions

Cette carte illustre la région appelée Basses-terres continentales de la Colombie-Britannique.

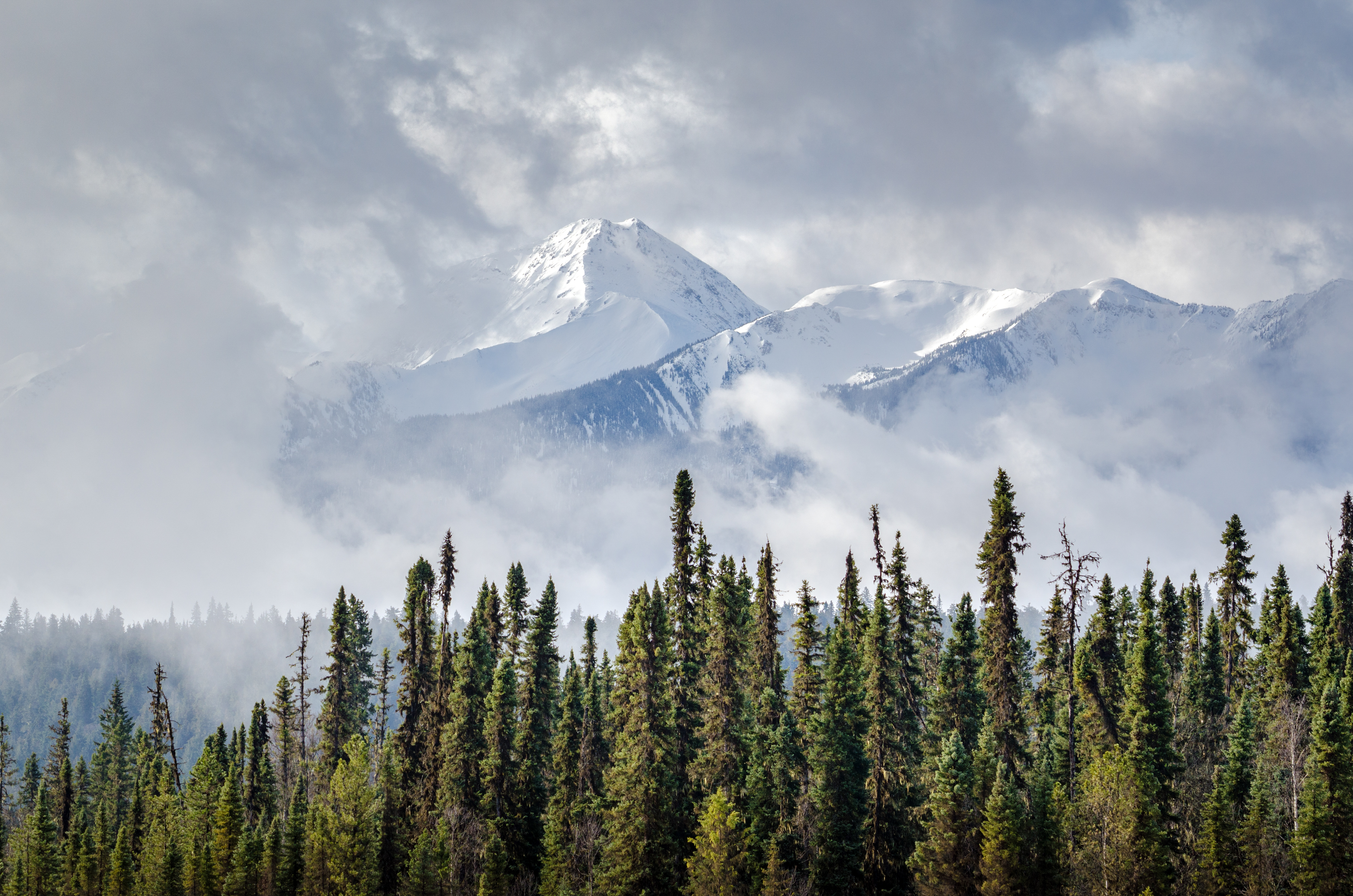
Montagnes dans la vallée Robson, Colombie-Britannique. Avril 2019.

La Colombie-Britannique est généralement divisée en trois grandes régions :
- les Basses-terres continentales (Lower Mainland) qui est le coin sud-ouest de la province autour de la ville de Vancouver et du delta du fleuve Fraser ;
- la Côte (The Coast) qui est constituée par la bande côtière au nord du Lower Mainland, entre le littoral et la chaîne Côtière, et par les îles ;
- l'Intérieur (The Interior) qui est constitué par toute la partie de la province à l'est de la chaîne Côtière.

Une division un peu plus fine distingue les régions suivantes :
- Île de Vancouver et côte (Vancouver Island and Coast) ;
- Vancouver et zone urbaine (Vancouver and Metropolitan Area) ;
- Vallée du Fraser (Fraser Valley) ;
- Pays de la mer au ciel (Sea to Sky Country) ;
- Thompson (ancien: Pais du Couteau) ;
- Okanagan ;
- Kootenay ;
- Cariboo ;
- Chilcotin ;
- Côte nord (North Coast) ;
- Côte centrale (Central Coast) ;
- Nechako (en) ;
- Vallée Robson (Robson Valley) ;
- Pays de la Paix (Nord-est: the Northeast) ;
- Pays de Stikine (Stikine Country) ;
- District Atlin (Atlin District ou Atlin Country).

### Climat
Les régions situées dans le Nord ont des hivers froids et neigeux. La région sud de l'île de Vancouver jouit d'un climat tempéré, modéré par le courant de Kuroshio de l'océan Pacifique. À l'intérieur des terres, les températures estivales peuvent être plutôt chaudes, puisqu'il existe plusieurs régions semi-arides dans la province, par exemple près des villes d'Osoyoos et de Lillooet. Un endroit unique en Colombie-Britannique s'appelle Sunshine Coast (« La côte ensoleillée »). Les températures les plus élevées enregistrées tournent autour de 43,3 °C.
Climat maritime de l'ouest de montagne. En hiver, la côte est régulièrement battue par des tempêtes qui apportent des quantités importantes de pluie et donnent souvent des vents très forts. Un exemple extrême de ce phénomène est la tempête du Columbus Day de 1962 et les inondations en Colombie-Britannique et dans l'État de Washington en novembre 2021.
La fleur du cornouiller du Pacifique ou cornouiller de Nutall (en anglais : pacific dogwood) est l'emblème floral de la Colombie-Britannique.

### Géographie humaine

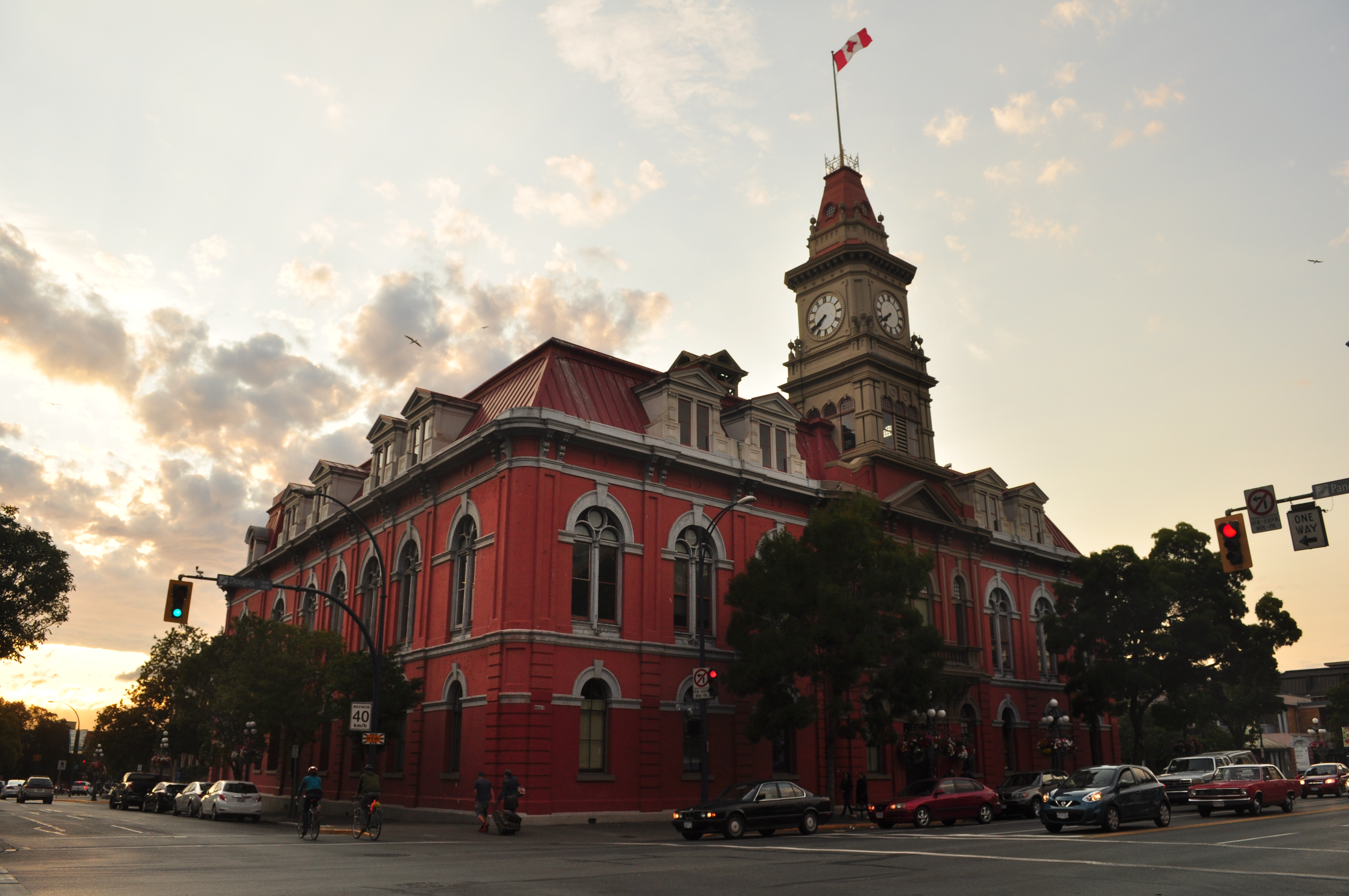
L'hôtel de ville de la capitale provinciale, la ville de Victoria.

La capitale de la Colombie-Britannique est Victoria, située à l'extrémité sud-est de l'île de Vancouver.
La principale métropole de la province est Vancouver, située au coin sud-ouest du Canada continental.
| Aire urbaine       | 2016      | 2001      | 1996      |
| ------------------ | --------- | --------- | --------- |
| Vancouver          | 2 463 431 | 1 986 965 | 1 831 665 |
| Victoria           | 367 770   | 311 902   | 304 287   |
| Kelowna            | 194 882   | 147 739   | 136 541   |
| Abbotsford-Mission | 180 518   | 147 370   | 136 480   |
| Nanaimo            | 104 936   | 85 664    | 82 691    |
| Kamloops           | 103 811   | 86 491    | 85 407    |
| Chilliwack         | 101 512   | 69 776    | 66 254    |
| Prince George      | 86 622    | 85 035    | 87 731    |
| Vernon             | 61 334    | 51 530    | 49 701    |
| Courtenay          | 54 157    | 47 051    | 46 297    |

| Municipalité | 2016    | 2001    | 1996    |
| ------------ | ------- | ------- | ------- |
| Vancouver    | 631 486 | 545 671 | 514 008 |
| Surrey       | 517 887 | 347 825 | 304 477 |
| Burnaby      | 232 755 | 193 954 | 179 209 |
| Richmond     | 198 309 | 164 345 | 148 867 |
| Abbotsford   | 141 397 | 115 463 | 104 403 |
| Coquitlam    | 139 284 | 112 890 | 101 820 |
| Kelowna      | 127 380 | 96 288  | 89 422  |
| Langley      | 117 285 | 86 896  | 80 179  |
| Saanich      | 114 148 | 103 654 | 101 388 |
| Delta        | 102 238 | 96 950  | 95 411  |

## Histoire

### Premiers habitants

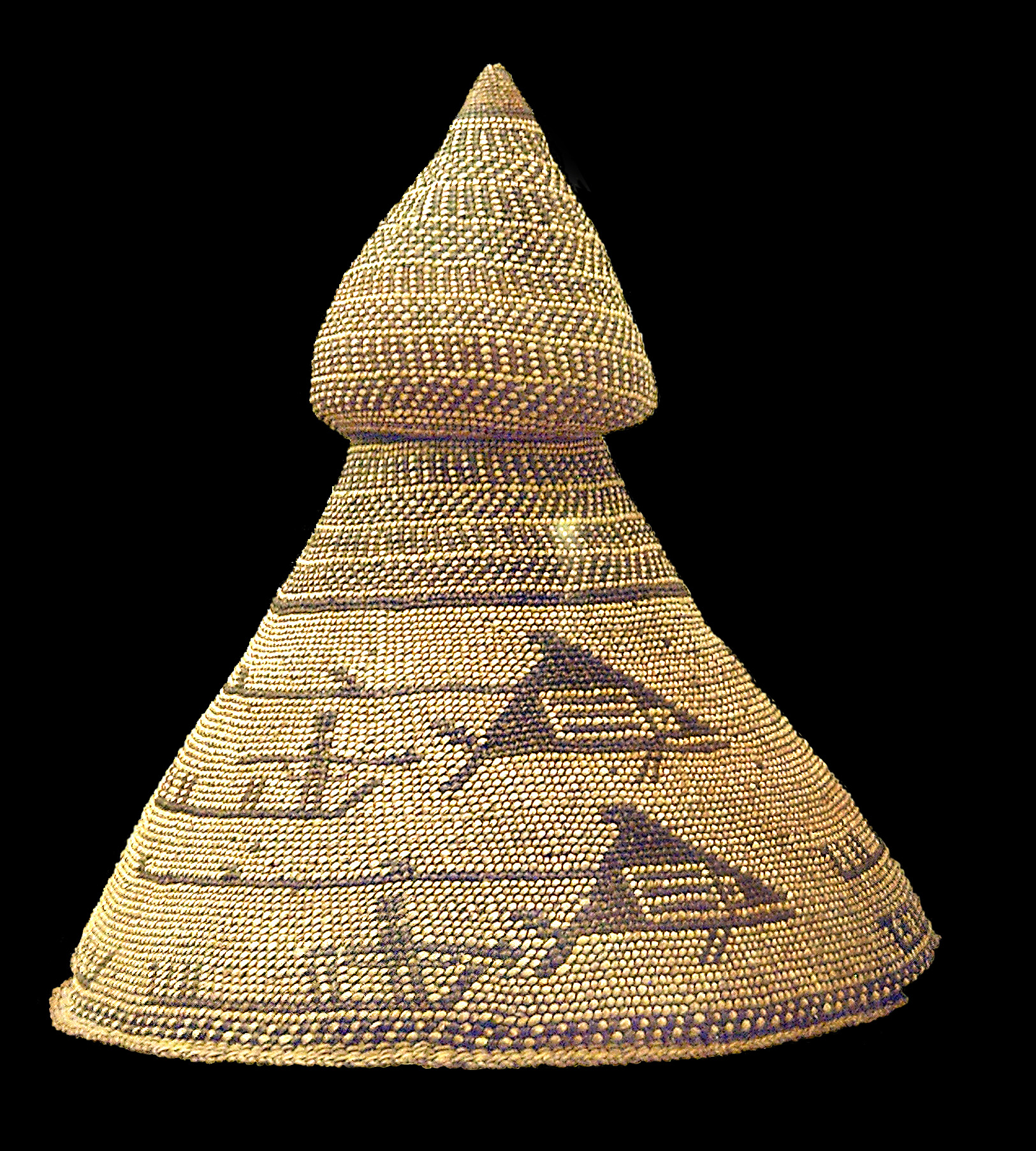
Chapeau de chef nutka, fibre de cèdre, avec motifs de chasse (à la baleine ?), XVIII.

C'est après la fin du dernier réchauffement climatique que les premiers habitants autochtones s'établirent le long des côtes et dans les vallées de la Colombie-Britannique.
Les recherches ont révélé des traces d'habitation remontant à 6 000 à 8 000 ans. Ces populations semi-sédentaires profitaient des ressources naturelles de la région : l'eau douce, le gibier, les poissons, les crustacés et les plantes comestibles étaient présents en abondance tandis que les hautes forêts fournissaient le bois nécessaire au feu et à la construction des abris.
Ces peuples parlaient de nombreux langues, parmi lesquels les langues salishennes. Ils avaient développé une culture raffinée dont témoignent les totems richement décorés et la coutume du « potlatch » au cérémonial élaboré. Dans les années 1950, des universitaires canadiens ont réagi en constatant le quasi-anéantissement de l'art des Indiens Haïdas et Kwaguʼł. Ils ont demandé à deux vieux maîtres sculpteurs de prendre des apprentis et de leur transmettre leur savoir d'antan. Des écoles ont fleuri. Aujourd'hui, dans le bois ou l'argilite, la cosmogonie indienne s'exprime à travers le totem mais aussi à travers des miniatures. Les collectionneurs du monde entier et les musées sont friands de ces mâts-totems miniatures.
Le plus ancien site archéologique connu en Colombie-Britannique est situé au nord-est (région presque arctique) de la Colombie-Britannique. Des fouilles à Charlie Lake Cave, près de Fort St. John dans le district régional de la rivière de la Paix (Peace River Regional District), ont permis de mettre au jour des ossements d'animaux (bisons, corbeaux) associés à des artéfacts d'origine humaine. Les datations ont permis d'estimer que leur ancienneté était comprise entre 10 500 et 8 000 années.

### Arrivée des Européens
Le premier voyage documenté d'un Européen dans la région est celui du navigateur espagnol Juan José Pérez Hernández en 1774 qui approcha des côtes de Colombie-Britannique mais sans y aborder. L'année suivante, l'espagnol Juan Francisco de la Bodega y Quadra fut le premier à explorer la région.
À noter cependant, qu'il est possible que Francis Drake, le navigateur anglais, et Juan de Fuca, un pilote grec au service de l'Espagne, aient exploré la région dès le XVIe siècle. Le détroit entre l'île de Vancouver et l'État de Washington porte toujours le nom de Juan de Fuca. James Cook, le navigateur britannique, visita les côtes de l'île de Vancouver en 1778, et George Vancouver, qui avait accompagné Cook en 1778, revint en 1792 pour faire une exploration plus détaillée de la région, ce qui a déterminé une fois pour toutes qu'aucun passage maritime au sud du détroit de Bering ne permettait l'accès à l'Europe.
Un conflit territorial entre l'Espagne et la Grande-Bretagne pour contrôler la traite des fourrures de loutres de mer, alors très estimées en Chine, fut évité grâce aux Conventions de Nootka. L'Espagne, qui avait établi le Fort San Miguel dans la baie de Nootka, se retira de la région, ce qui permit aux Britanniques et aux Américains de se livrer à la traite et à la colonisation.

### Colonisation britannique

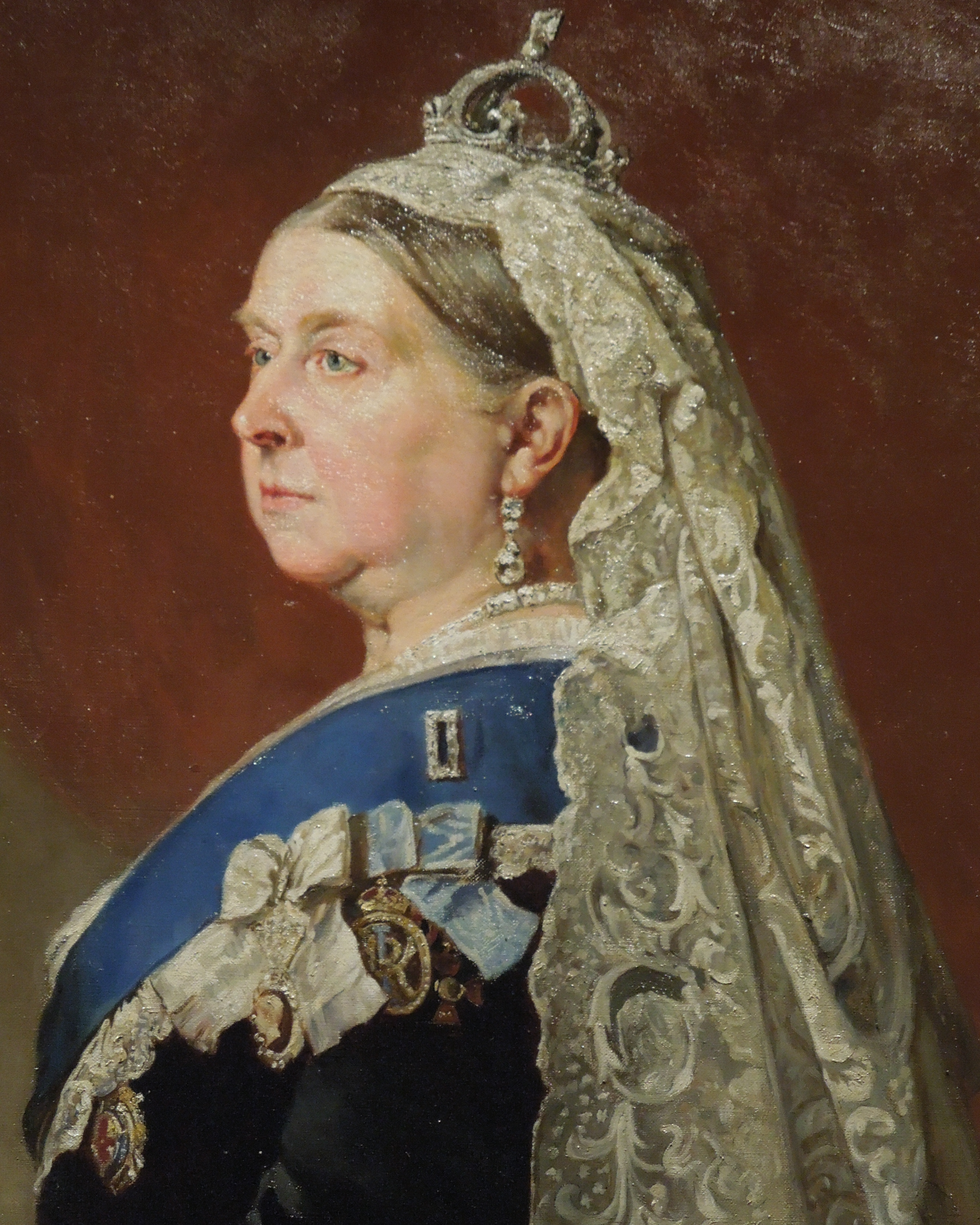
C'est la reine Victoria qui a définitivement fixé le nom de Colombie-Britannique.

Avant l'établissement en 1846 de la frontière entre les parties américaine et britannique des territoires situés à l'ouest des Rocheuses, la plus grande partie de l'actuelle Colombie-Britannique faisait partie de ce qui était appelé Oregon Country à l'époque, par les Américains. Le traité de l'Oregon fixa cette frontière à la latitude du 49e parallèle jusqu'à l'océan Pacifique.
La partie sud du District de Columbia de la Compagnie de la Baie d'Hudson (ou l'Oregon Country comme les Américains l'appelèrent) devint le territoire de l'Oregon, sous la souveraineté des États-Unis, tandis que la partie nord, sous souveraineté britannique, était composée de l'Île de Vancouver en entier qui devint une colonie britannique en 1849, et de la partie correspondant à la Colombie-Britannique continentale actuelle qui n'avait pas de statut officiel et était appelée informellement Nouvelle-Calédonie (à ne pas confondre avec le territoire français du même nom). Cette partie continentale devint une colonie britannique en 1858, sous le nom de British Columbia (traduit en français par « Colombie-Britannique »), en référence au fleuve Columbia qui traverse la province et au « Columbia District » de la CBH. C'est la reine Victoria qui prit la décision finale sur le nom de la colonie. À l'origine, en français, on parlait de la Colombie-Anglaise.
De plus, en 1858, Jean-Jacques Caux un français d'origine et nouvellement arrivé en Colombie Britannique, eu une grande importance dans l'histoire et le développement de cette province canadienne. 
D'autre part, les deux colonies fusionnèrent en 1866 sous le nom de colonie de la Colombie-Britannique.
La région du Cariboo (l'« Intérieur central ») fut l'objet d'une ruée vers l'or en 1862-1865. Cela créa un flux rapide de mineurs et de colons, à peu près 30 000 personnes. Cette période est commémorée dans le « Sentier de la ruée vers l'or » (Harrison-Lillooet Gold Rush Trail) — un ensemble de lieux historiques de Lillooet jusqu'à Barkerville et au-delà. Quelques-unes des villes le long de cette route sont numérotées selon leur distance à Lillooet, dont les plus connues sont « 70 Mile House », « 100 Mile House », « 108 Mile Ranch », et « 150 Mile House ».

### Histoire contemporaine

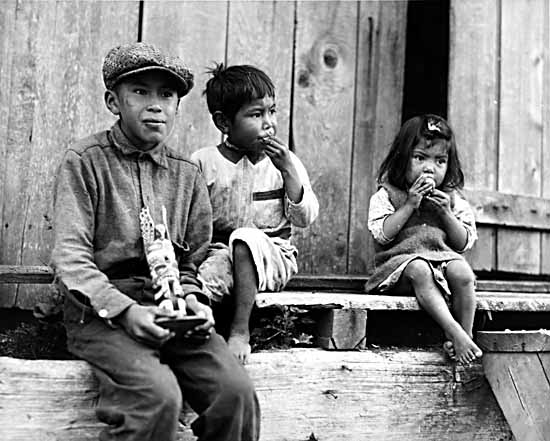
Trois enfants Nuu-chah-nulth (Nootkas), à Yuquot, dont l'un tenant une sculpture de bois.

Depuis 1871, la Colombie-Britannique est une province de la fédération canadienne, et la Constitution du Canada régule ses relations avec le gouvernement et le parlement fédéral.
Les raisons de la décision des Britanno-Colombiens de se joindre au Canada en 1871 furent nombreuses. Il y avait la peur d'annexion aux États-Unis, la dette écrasante créée par la croissance rapide de la population et le besoin de services gouvernementaux pour les supporter, la fin de la ruée vers l'or et la dépression légère qui l'avait accompagnée.
La Colombie-Britannique devint province du dominion du Canada le 20 juillet 1871, à la suite de la promesse du dominion de construire une ligne de chemin de fer reliant la côte pacifique aux provinces de l'est. Le Canadien Pacifique à travers les montagnes Rocheuses fut difficilement construit entre 1875-1885.
En 1898-1903 la province rétrécit considérablement après que la Dispute de la frontière de l'Alaska attribua le nord-ouest, en particulier la côte, à son voisin septentrional.
Les relations ethniques furent un peu délicates notamment pendant la Seconde Guerre mondiale lorsque de nombreux résidents d'ascendance japonaise furent dépossédés de leur propriété et internés ou déplacés à l'intérieur de la province après l'attaque contre Pearl Harbor en 1941.

## Démographie
| Recensement de 2016                           | Recensement de 2016                           | Population | % de la population totale |
| --------------------------------------------- | --------------------------------------------- | ---------- | ------------------------- |
| Minorités visibles                            | Chinois                                       | 508 480    | 10,9 %                    |
| Minorités visibles                            | Asie du Sud                                   | 365 705    | 7,9 %                     |
| Minorités visibles                            | Philippins                                    | 145 025    | 3,1 %                     |
| Minorités visibles                            | Coréens (en)                                  | 60 495     | 1,3 %                     |
| Minorités visibles                            | Noirs                                         | 43 500     | 0,9 %                     |
| Minorités visibles                            | Latinos (en)                                  | 44 115     | 0,9 %                     |
| Minorités visibles                            | Autre minorité visible                        | 213 915    | 4,6 %                     |
| Total de la population des minorités visibles | Total de la population des minorités visibles | 1 381 235  | 29,7 %                    |
| Autochtones                                   | Premières Nations                             | 172 520    | 3,7 %                     |
| Autochtones                                   | Métis                                         | 89 405     | 1,9 %                     |
| Autochtones                                   | Inuits                                        | 1 610      | 0 %                       |
| Total population autochtone                   | Total population autochtone                   | 270 585    | 5,8 %                     |
| Canadiens européens                           | Canadiens européens                           | 2 996 235  | 64,5 %                    |
| Total population                              | Total population                              | 4 648 055  | 100,00                    |

### Langues
| Langue                       | Nombre    | % de la population |
| ---------------------------- | --------- | ------------------ |
| Anglais                      | 3 170 110 | 70,53 %            |
| Cantonais                    | 193 530   | 4,31 %             |
| Mandarin                     | 186 325   | 4,15 %             |
| Tagalog                      | 78 770    | 1,75 %             |
| Allemand                     | 66 885    | 1,49 %             |
| Français                     | 57 425    | 1,28 %             |
| Coréen                       | 52 160    | 1,16 %             |
| Espagnol                     | 47 010    | 1,05 %             |
| Persan                       | 43 470    | 0,97 %             |
| Vietnamien                   | 27 150    | 0,6 %              |
| Hindi                        | 26 720    | 0,59 %             |
| Russe                        | 25 955    | 0,58 %             |
| Anglais et français          | 10 065    | 0,22 %             |
| Anglais et une langue tierce | 89 135    | 1,98 %             |

La langue la plus parlée en Colombie-Britannique est l'anglais. Bien qu'il n'y ait pas juridiquement de langue officielle, l'anglais est systématiquement utilisé par les organismes officiels, ce qui lui donne de facto un statut de langue officielle, comme dans la plupart des provinces anglophones.
Le Conseil scolaire francophone de la Colombie-Britannique (en anglais : Francophone Education Authority ou encore School District No 93) est la commission scolaire qui gère, depuis 1995, le réseau des établissements scolaires francophones de cette province. Contrairement aux autres commissions scolaires de la Colombie-Britannique, ce conseil scolaire ne couvre pas une zone géographique spécifique, mais coiffe les écoles fondées uniquement sur la langue française.
En 2011, il est révélé que 296 075 Britanno-Colombiens sont capables de s'exprimer en anglais et en français, et que 1 760 sont capables de s'exprimer en français uniquement.

### Héritage des Canadiens français
Les Canadiens français ont participé en grande mesure dans les explorations et au développement de la Colombie-Britannique, grâce au rôle de la Compagnie du Nord-Ouest, de la Compagnie de la Baie d'Hudson et de l'Église catholique dans les Districts de la Nouvelle-Calédonie et Columbia. Six voyageurs canadiens-français accompagnèrent l'explorateur Mackenzie au cours de son expédition à la côte ouest du continent de 1792-1793. Les Sœurs de Sainte-Anne arrivèrent à Victoria en 1845, peu après la construction du fort Victoria, et fondèrent la première école de la colonie. L'école, conservée par le gouvernement provincial, est aujourd'hui le bâtiment le plus ancien de type européen dans la province. Les Sœurs de Sainte-Anne établirent aussi l'hôpital Saint-Joseph, qui est devenu plus tard le Victoria General Hospital. Le premier évêque de l'île de Vancouver, Modeste Demers fit transporter de San Francisco à Victoria une imprimerie utilisée par un Américain pour publier Le Courrier de la Nouvelle-Calédonie pendant quelques semaines en 1858 — le deuxième journal publié en Colombie-Britannique. Un autre ordre religieux français, les Oblats de Marie-Immaculée, fondèrent en 1859 une mission à l’emplacement de ce qui est aujourd'hui la ville de Kelowna. Un autre religieux de l'ordre des Oblats, le Père Fouquet, fonda en 1861 une école résidentielle amérindienne à Mission City avec l'aide des Sœurs de Sainte-Anne. Avant 1858, quand commença la ruée vers l'or, les Canadiens-français formaient la population la plus nombreuse de la partie continentale de ce qui est aujourd'hui la Colombie-Britannique. Après la construction de chemin de fer transcontinental, une petite communauté d'ouvriers francophones s'installa à Hatzic Prairie, non loin de la mission des Oblats à Mission City. En 1910, la communauté francophone de Maillardville fut fondée par des colons québécois dans la région de Coquitlam.

### Religion
| Religion         | Nombre    | % de la population |
| ---------------- | --------- | ------------------ |
| Protestantisme   | 1 213 290 | 31,36 %            |
| Catholicisme     | 675 320   | 17,46 %            |
| Autres chrétiens | 200 340   | 5,18 %             |
| Islam            | 56 220    | 1,45 %             |
| Orthodoxie       | 35 655    | 0,92 %             |
| Bouddhisme       | 85 540    | 2,21 %             |
| Sikhisme         | 135 310   | 3,5 %              |
| Hindouisme       | 31 500    | 0,81 %             |
| Judaïsme         | 21 230    | 0,55 %             |
| Sans             | 1 388 300 | 35,88 %            |
| Autres           | 26 180    | 0,68 %             |

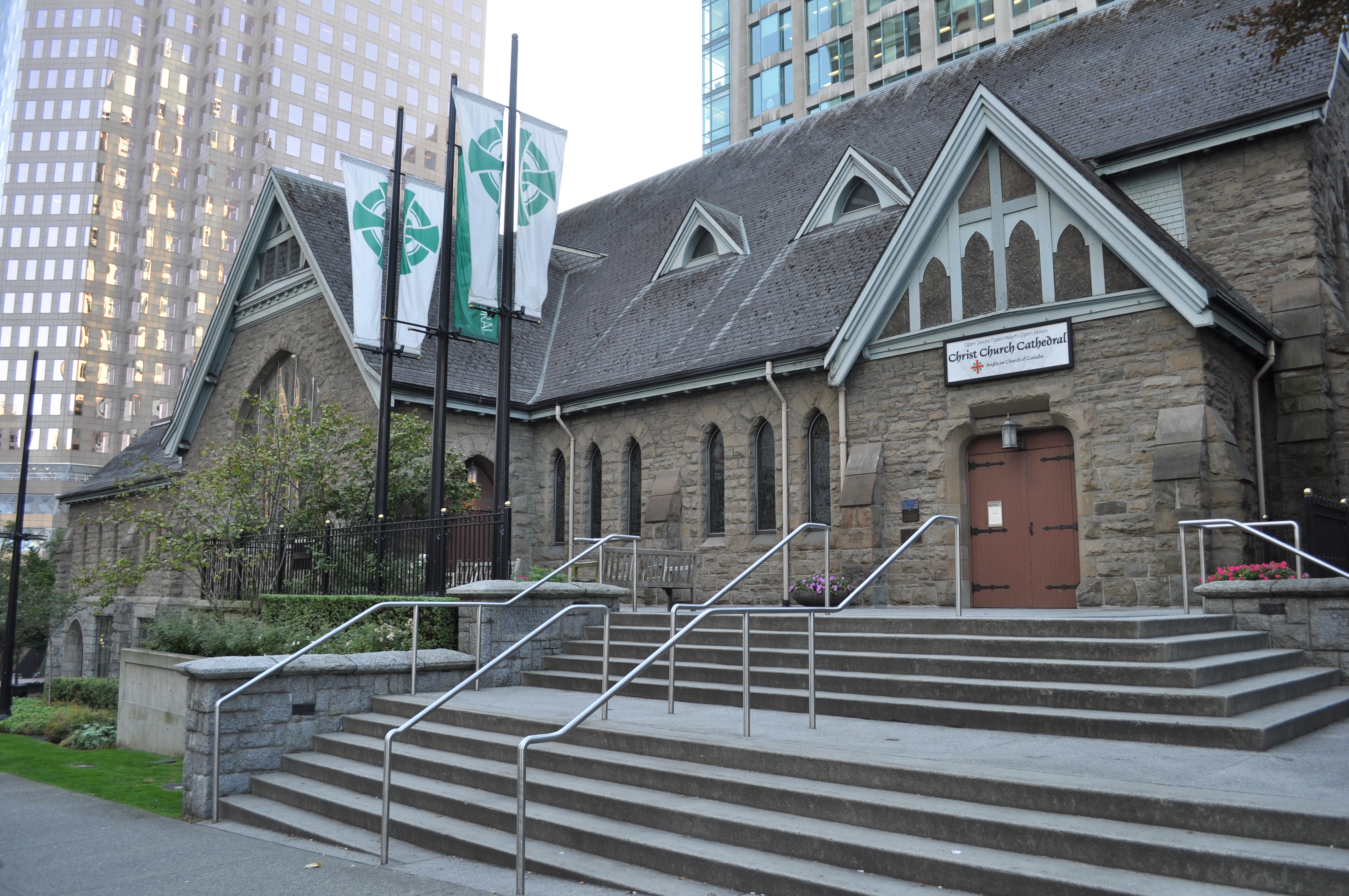
Cathédrale anglicane Christ Church de Vancouver.
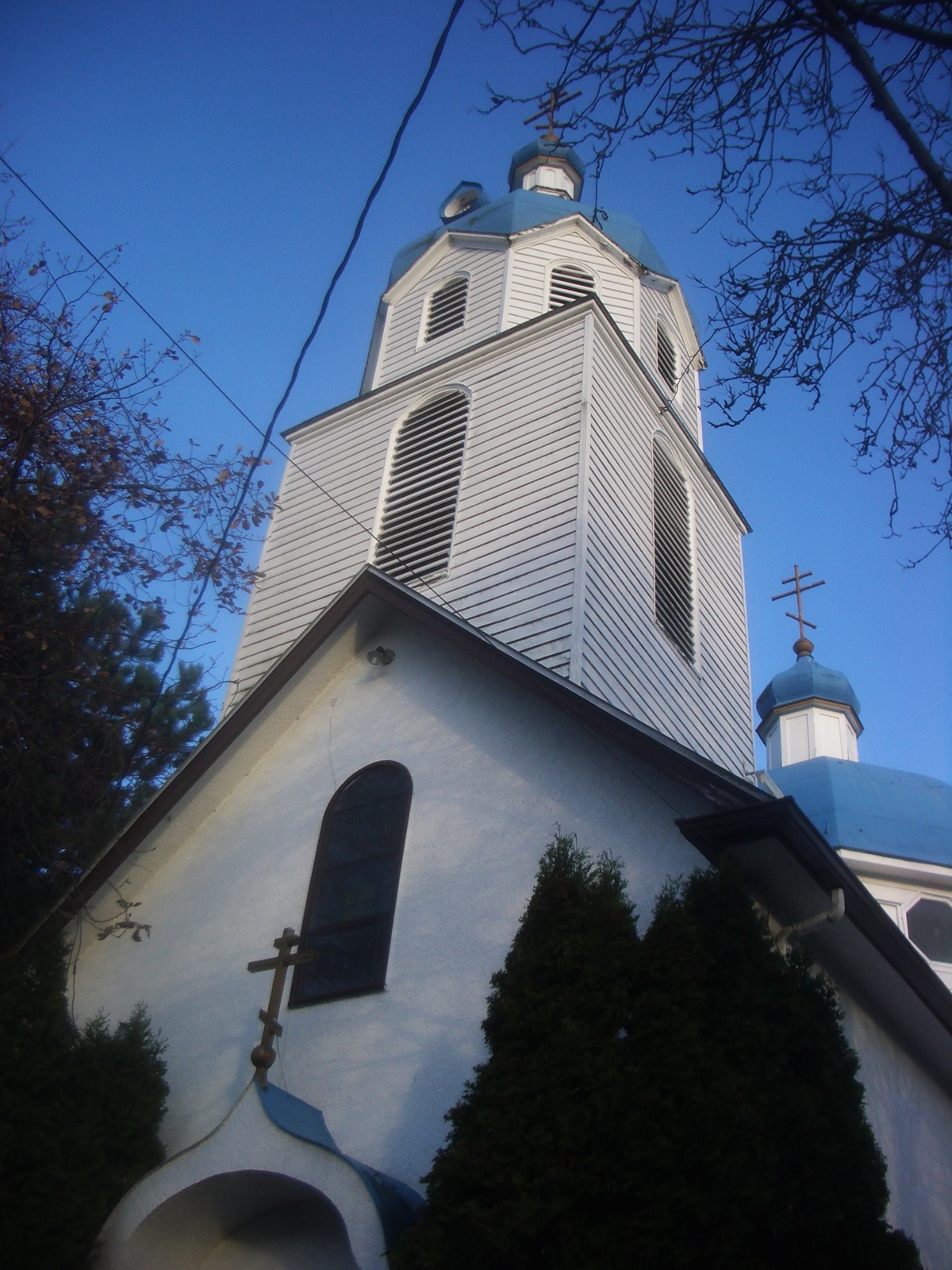
Église orthodoxe russe Holy Trinity à Vancouver.
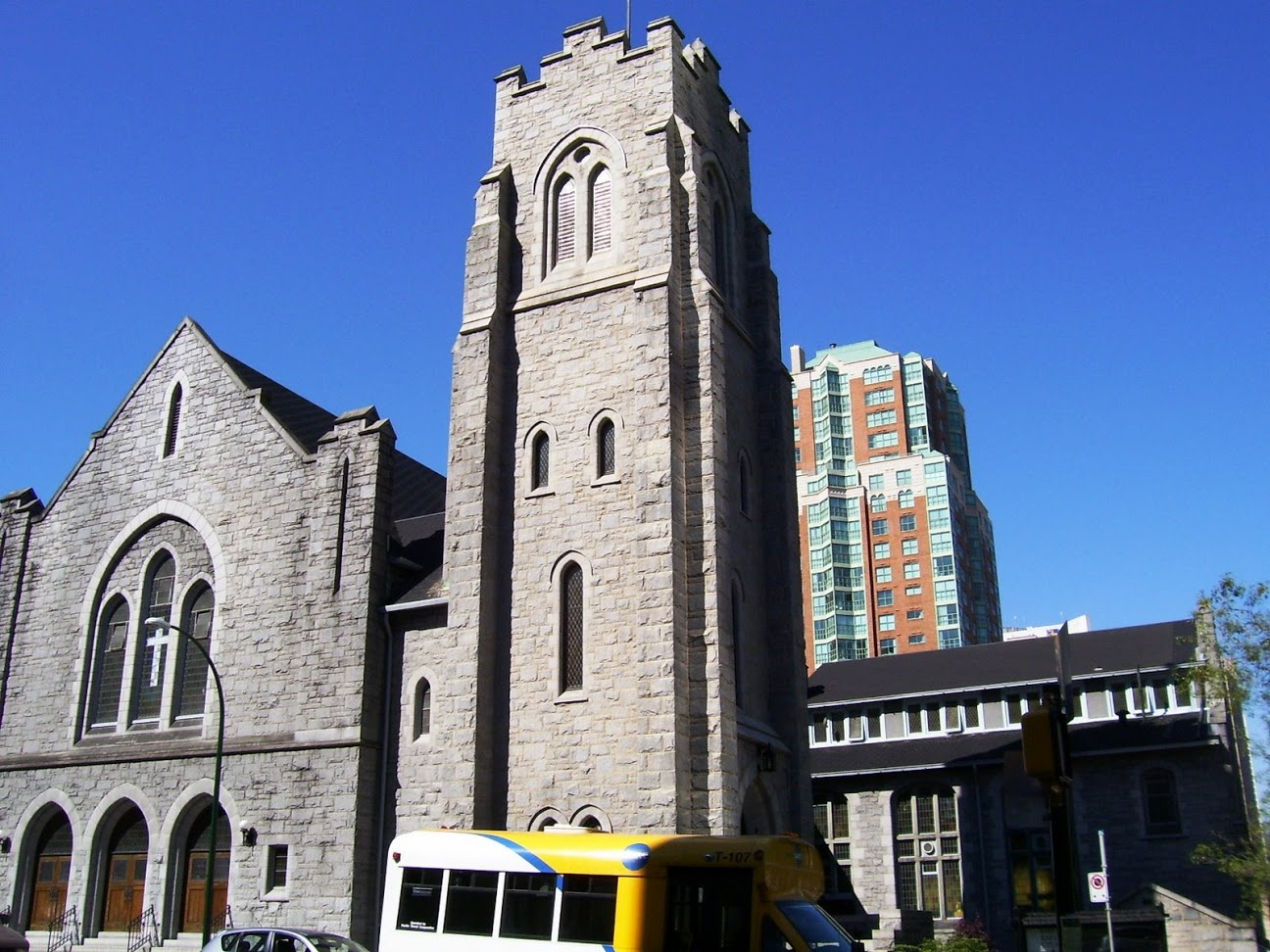
Église baptiste à Vancouver.
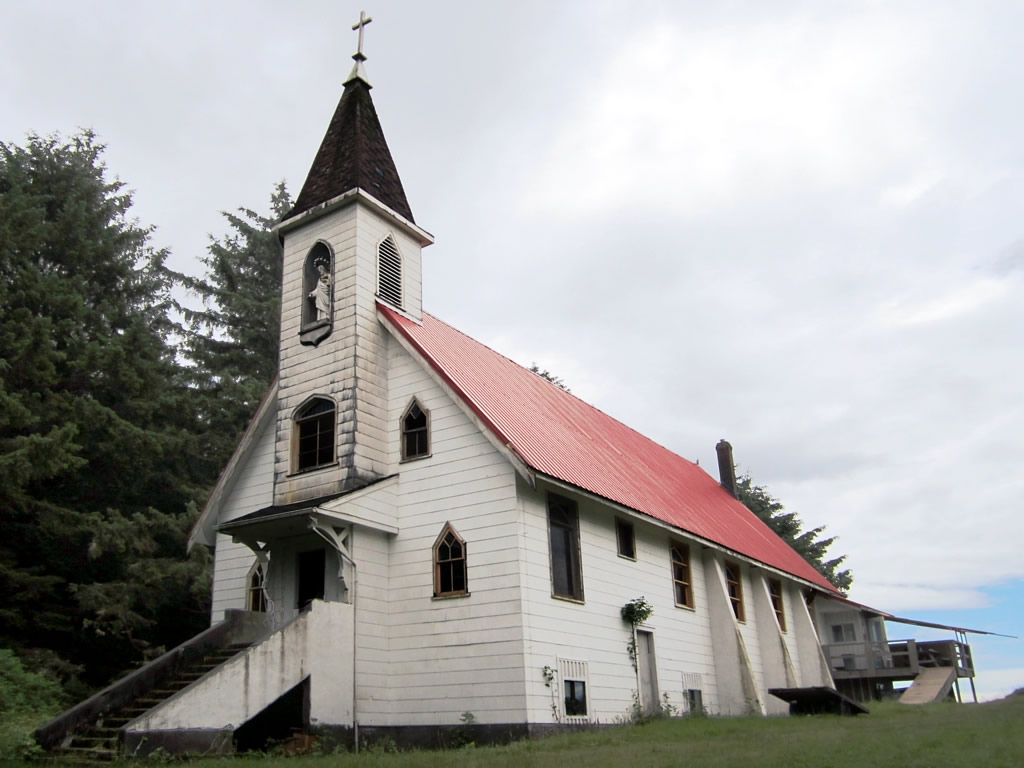
Église catholique à Yuquot.
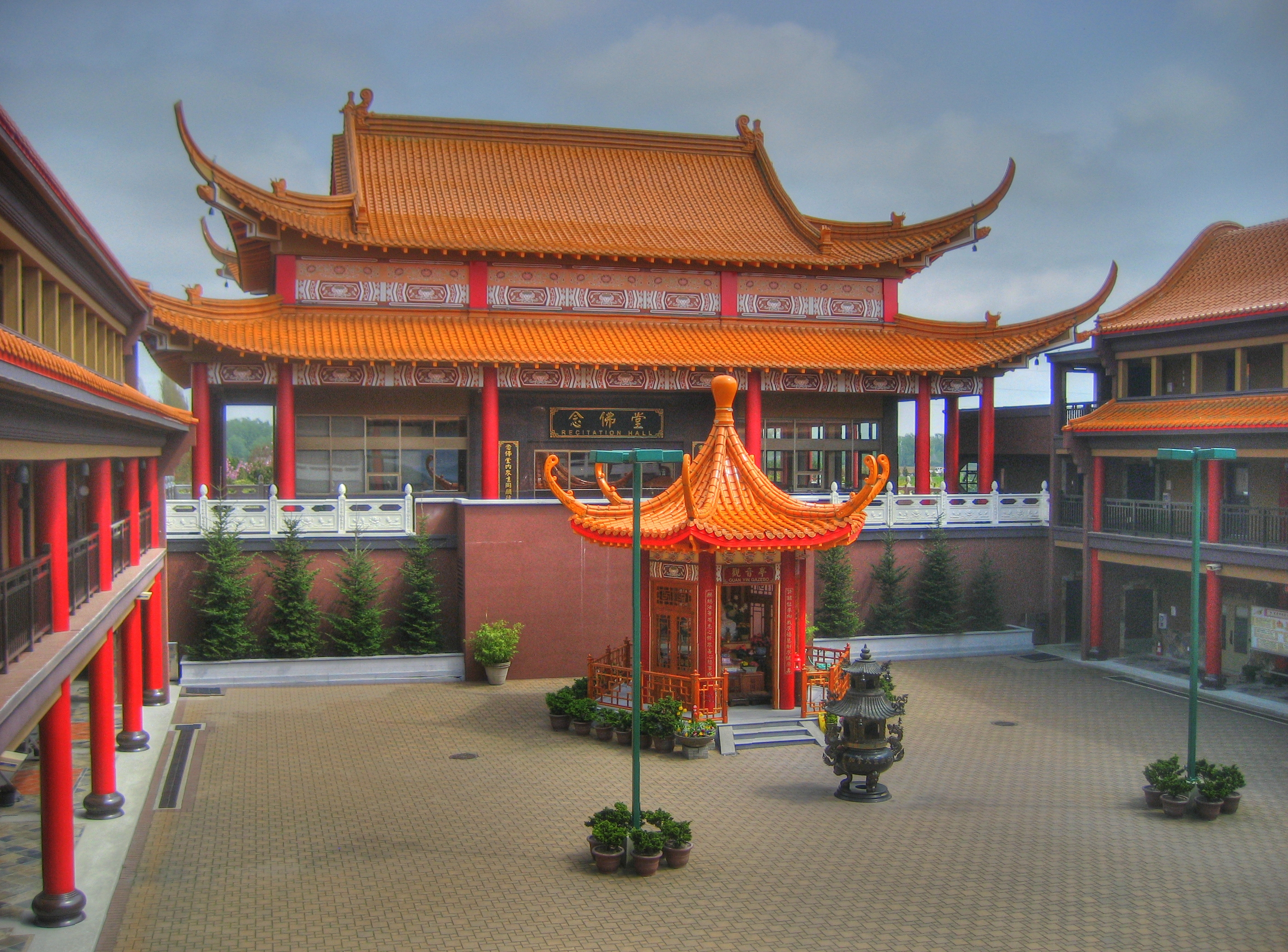
Temple bouddhiste à Richmond.
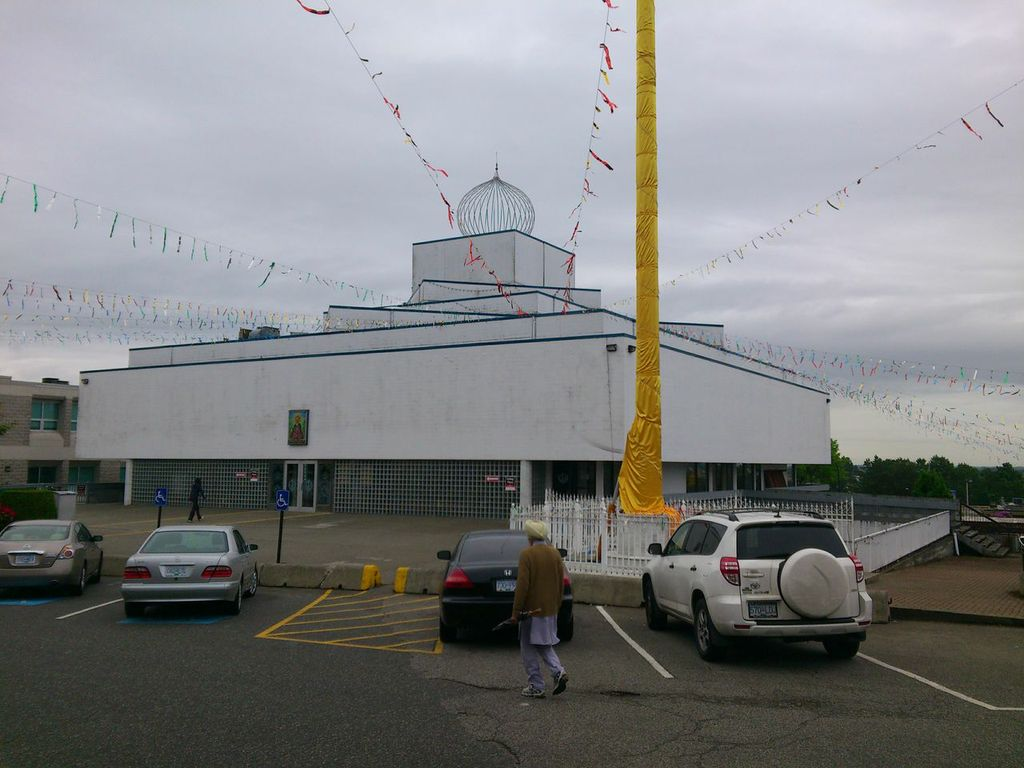
Temple sikh à Vancouver.

## Économie

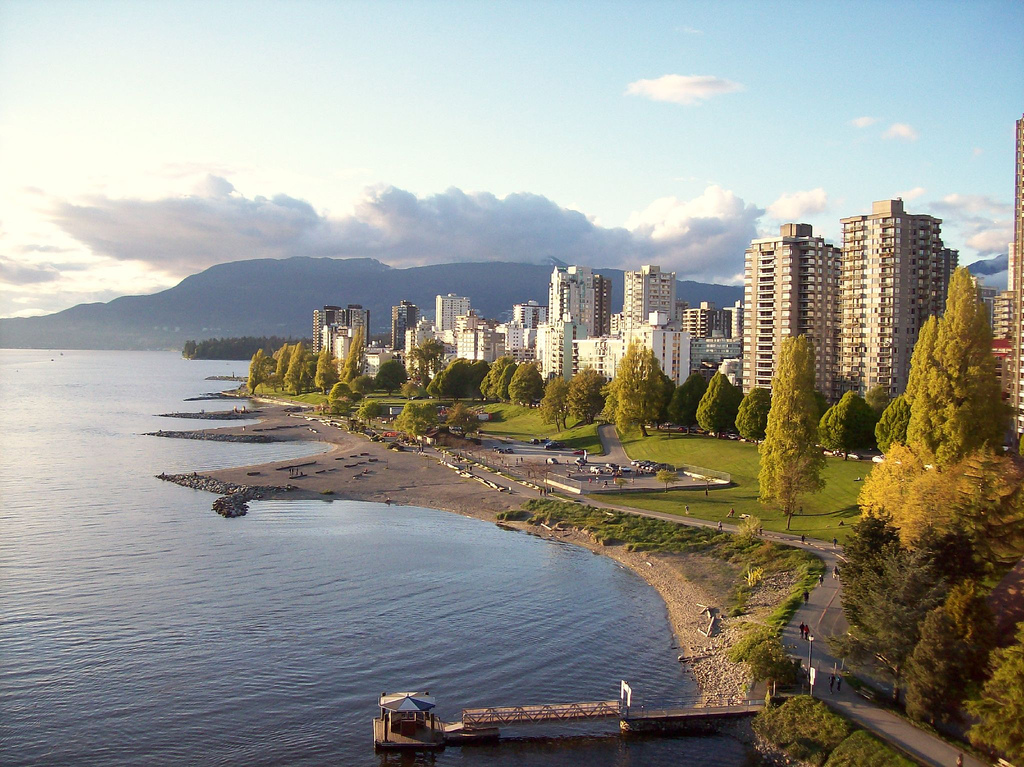
Baie des Anglais (Vancouver).

L'économie de la Colombie-Britannique est historiquement liée aux ressources naturelles (exploitation forestière, extraction de minéraux, pêche). Cependant, depuis le milieu du XXe siècle, elle s'est considérablement diversifiée en bénéficiant d'une situation géographique privilégiée qui en fait une porte d'entrée vers les zones les plus prospères de l'Asie et l'ouest des États-Unis. L'agriculture n'a jamais joué un rôle important dans l'économie de la province.
Le PIB de la Colombie-Britannique s'est élevé à 192 528 millions de dollars canadiens en 2007 (+5,4 % sur un an) et son économie est désormais essentiellement liée aux activités tertiaires.

La Colombie-Britannique connait dans les années 2010 une forte augmentation du blanchiment d'argent, particulièrement dans les secteurs de l'immobilier, des voitures de luxe ou encore des courses de chevaux. Un comité d'experts a estimé que le blanchiment d'argent avait dépouillé la province de 7,4 milliards de dollars en 2018.

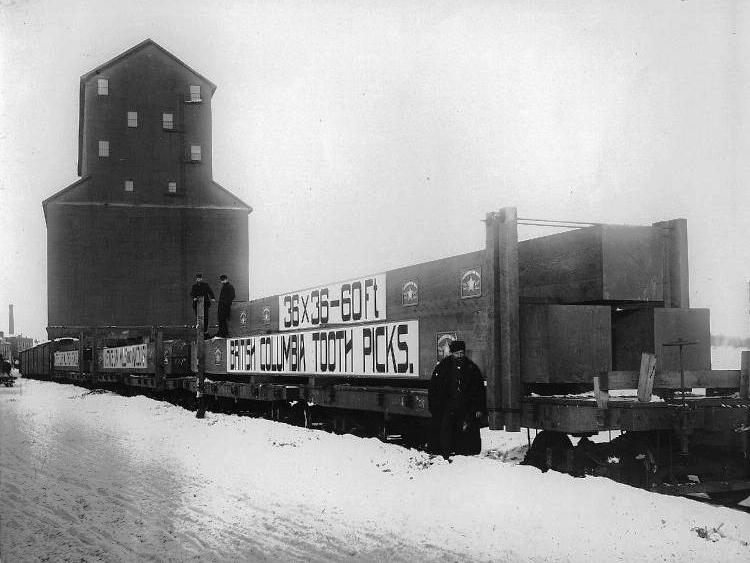
Transport de grumes par train en Colombie-Britannique, Montréal, QC, 1892.

### Exploitation forestière
L'exploitation des forêts est une activité économique très importante en Colombie-Britannique.
Depuis le début des années 2000, ce secteur économique est confronté au grave problème de la pullulation de la dendroctone du pin ponderosa qui a déjà détruit des millions de pins tordus, l'essence la plus exploitée dans la province. Le risque économique en jeu s'élève à 20 milliards de dollars canadiens, correspondant à la valeur du bois concerné.
Ces dernières années, des leaders autochtones et des citoyens se mobilisent pour s'opposer à la coupe de forêts très anciennes, comme à Clayoquot et à Fairy Creek sur l'île de Vancouver.

### Exploitation minière
L'exploitation minière est une des principales activités économiques de la Colombie-Britannique. La valeur totale des minéraux extraits est estimée à 5,7 milliards de dollars canadiens, tandis que les investissements en matière d'exploration se sont élevés à 367 millions de dollars cette même année. À la fin de l'année 2008, il y avait en production huit mines de métaux, neuf de charbon et plus de trente de minéraux industriels. Tout comme l'exploitation minière, la construction est également un secteur économique important.
En aout 2014, la catastrophe du Mont Polley endommage considérablement la biodiversité. Des milliards de litres d’eaux usées et de boues toxiques se sont déversées dans les lacs et les cours d’eau environnants. La rupture de la digue est survenue malgré un rapport officiel de 2011 alertant le propriétaire de la mine, Imperial Metals, sur la nécessité de trouver une solution durable pour évacuer les eaux usées s’accumulant dans le bassin.
L'industrie minière possède une influence sur la politique des gouvernements provinciaux. Imperial Metals a versé depuis 2005 plus de 200 000 dollars canadiens au Parti libéral de la Colombie-Britannique. Son principal actionnaire a également organisé en 2013 une soirée privée de collecte de fonds en appui à la campagne de réélection de la Première ministre de Colombie-Britannique, Christy Clark.

### Production artistique
On ne compte plus les œuvres cinématographiques tournées dans cette région. Il suffit de vérifier une mention ou le logo de British Columbia pour s'en rendre compte.
Par exemple, c'est en Colombie-Britannique qu'ont eu lieu la plupart des tournages de la série télévisée Stargate SG-1. De nombreuses autres séries ont également été tournées dans la région de Vancouver, comme Dark Angel, Smallville, Supernatural et X-Files. Ainsi que la série télévisée Sanctuary à la fin du générique de la saison 4.

### Tourisme

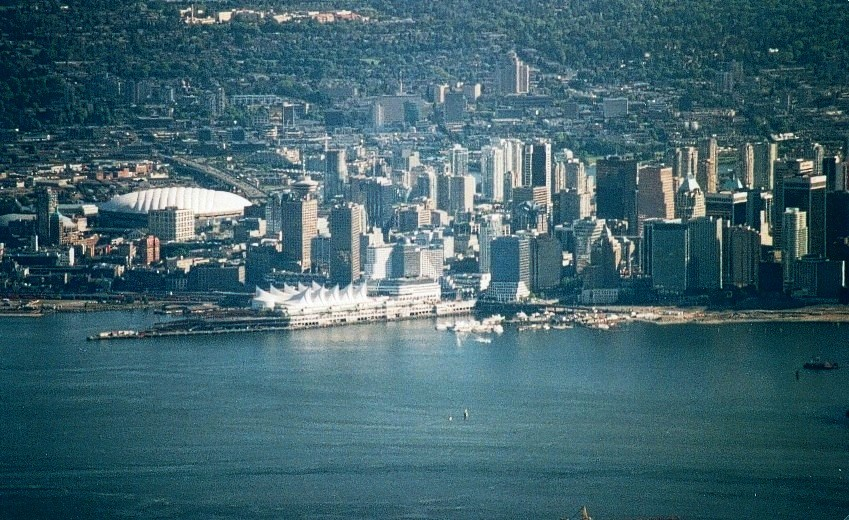
Vue sur Vancouver depuis Mont Grouse.

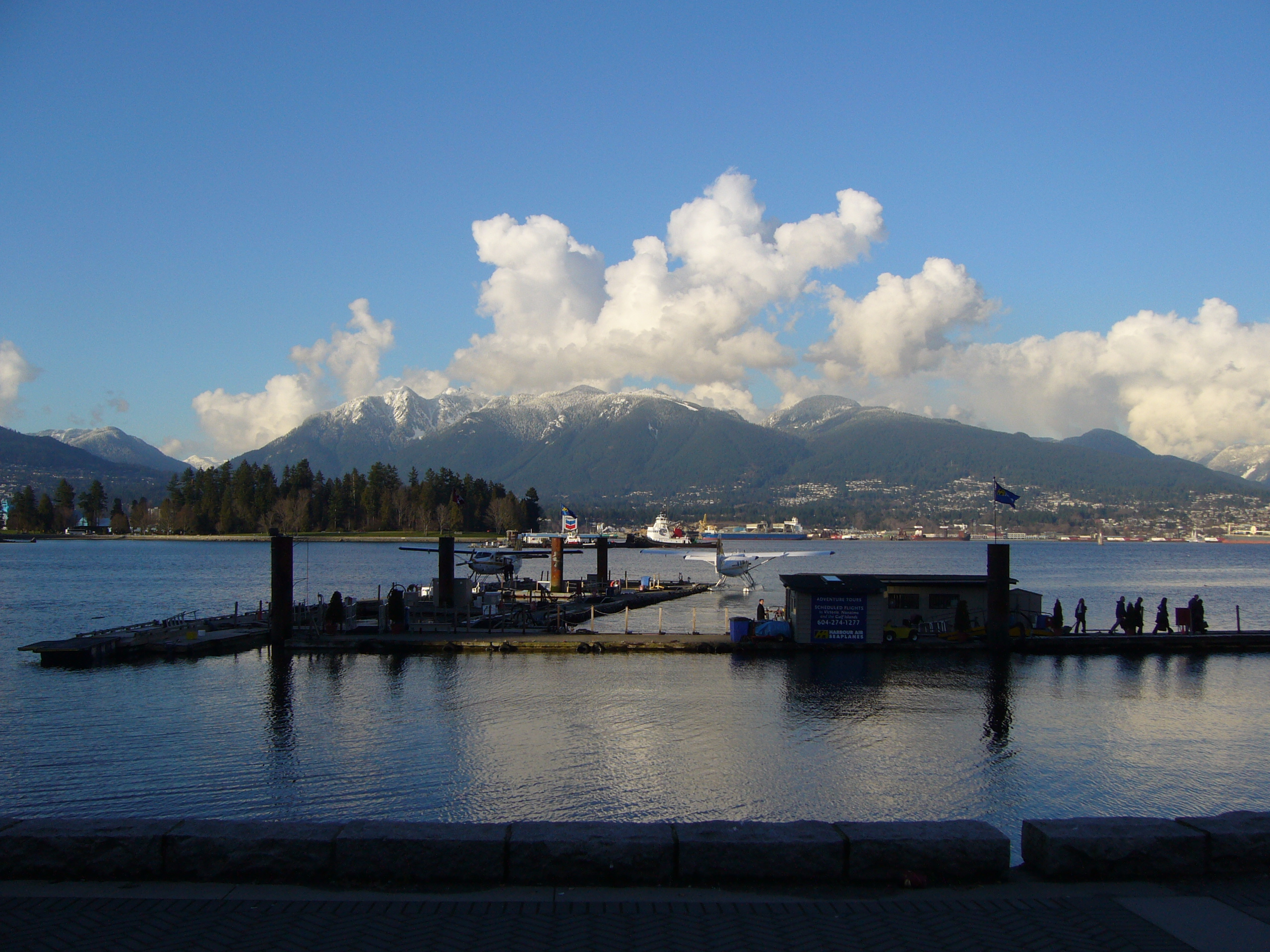
Ville et nature en Colombie-Britannique: Vancouver, un exemple d'intégration.

La province est connue pour ses paysages montagneux et ses fjords spectaculaires qui constituent le contexte pour une industrie croissante d'aventures en plein air et d'écotourisme.
Par son climat, sa beauté et son esprit pionnier très ouvert, la Colombie-Britannique convient à ceux qui cherchent une dernière frontière. Entre Rocheuses et Pacifique, dans les Kootenays ou la vallée de la Similkameen, on trouve disparates et mélangés, des gens de toutes origines : enfants d'exilés russes, réfugiés des mégalopoles, voyageurs échappés d'une Europe surpeuplée, Québécois découvrant avec étonnement une nouvelle dimension de leur propre pays. C'est une population marginale, nomade, voire saisonnière, qui s'installe dans les collines pour six mois ou trois ans, au gré de l'inspiration. Ils vivent dans des tipis à même le sol, dans de vieux bus d'écoliers aménagés ou dans des cabanes bien cachées qui ont déjà reçu plusieurs locataires. Ils se déplacent à pied, à cheval, à skis ou dans de vieilles camionnettes, ne craignant pas les routes en terre.
La vallée de l'Okanagan devient une importante zone de vignobles. La station de ski de Whistler dont l'accès routier a été amélioré en vue des JO de 2010 est de niveau international. Les pistes de ski fournissent, l'été, une grande quantité de baies qui font exploser la population d'ours noirs (plus de cent dix mille et une quinzaine de milliers pour les Grizzlis). La municipalité a mis en place des installations comme des poubelles à ouverture spéciale, des clôtures électriques et des groupes de sécurité équipés d'armes à balles en plastiques pour les maintenir hors du périmètre.
La sea to sky highway, célèbre route touristique qui relie Vancouver et Whistler, deux des sites qui ont accueilli les Jeux olympiques d'hiver de 2010, sera fortement améliorée, équipée d'un réseau de production et de ravitaillement en hydrogène comprenant notamment sept stations-service. Par contre, un chemin de fer en navette n'est pas au programme.
Whistler offre un des plus grands domaines hors-piste du monde durant l'hiver ainsi que de nombreux kilomètres de pistes de VTT durant l'été.
La promotion du tourisme est assurée par Tourism British Columbia (en), qui est une société de la Couronne depuis juin 1997, financée par une taxe sur les chambres d'hôtel de la Colombie-Britannique. Tourism BC a divisé la province en six régions touristiques :
- Vancouver, Coast & Mountains ;
- Île de Vancouver ;
- Thompson Okanagan ;
- Northern British Columbia ;
- Cariboo Chilcotin Coast ;
- Kootenay Rockies.

La devise touristique actuelle de la Colombie-Britannique est Super, Natural British Columbia (il s'agit d'une marque déposée).

## Parcs, aires protégées et lieux de mémoire

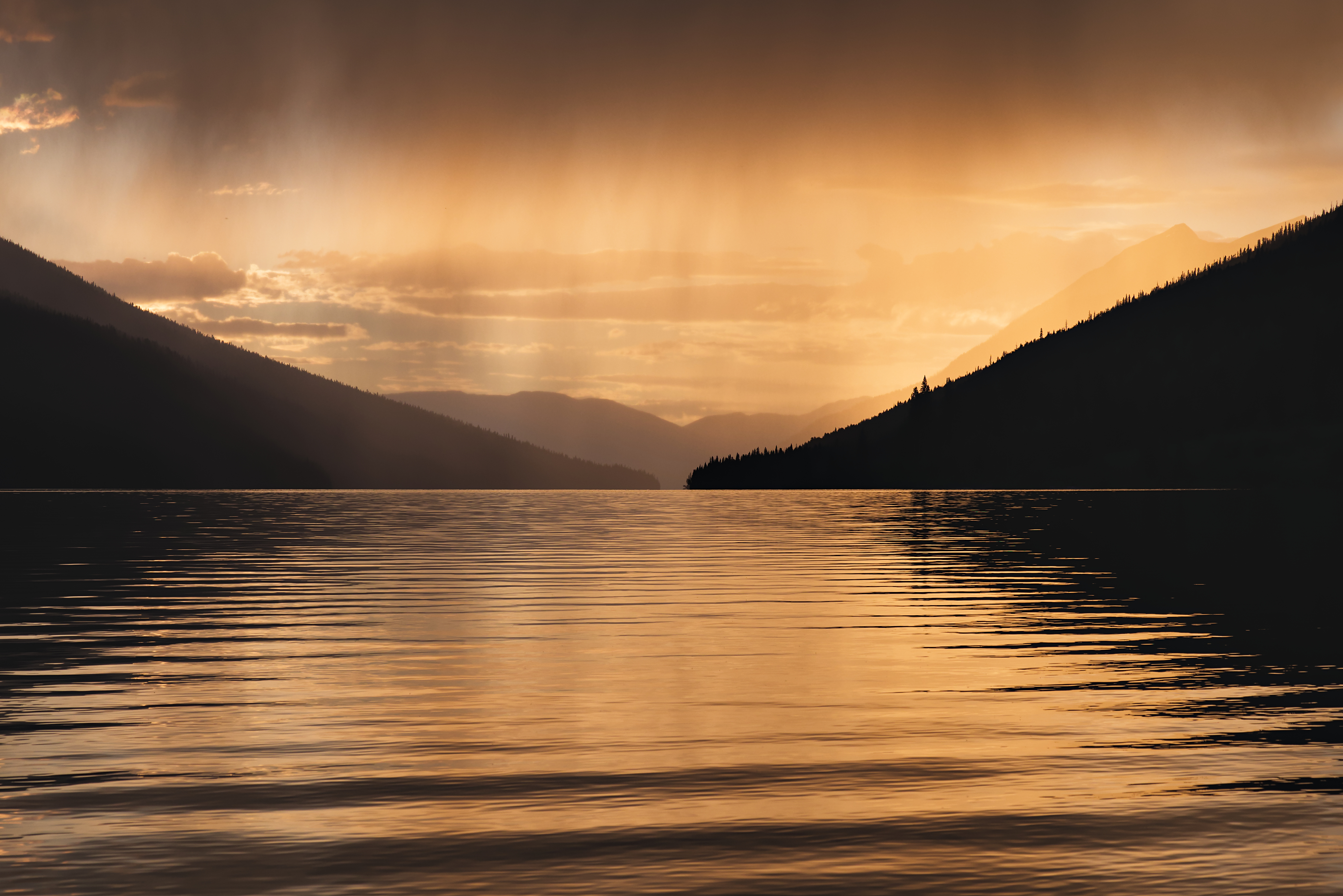
Le lac Isaac, dans le parc provincial de Bowron Lake, en Colombie-Britannique, avant une tempête. Juillet 2018.

La Colombie-Britannique abrite sept des quarante-deux parcs nationaux du Canada :
- Réserve de parc national Pacific Rim (Pacific Rim National Park Reserve)
- Réserve de parc national Îles-Gulf (Gulf Islands National Park Reserve)
- Réserve de parc national Gwaii Haanas et site du patrimoine Haida (Gwaii Haanas National Park Reserve and Haida Heritage Site)
- Parc national du Mont-Revelstoke (Mount Revelstoke National Park)
- Parc national des Glaciers (Glacier National Park)
- Parc national Yoho (Yoho National Park)
- Parc national Kootenay (Kootenay National Park)

Elle abrite également des lieux de mémoires du Canada :
- lieux historiques nationaux Fort Rodd Hill et du Phare-de-Fisgard ;
- lieu historique national Gulf of Georgia Cannery ;
- lieu historique national du Fort Langley ;
- lieu historique national Fort-St. James.

Il existe également de nombreux parcs provinciaux.

## Politique
- Premier ministre de la Colombie-Britannique

Le Premier ministre actuel de la Colombie-Britannique est David Eby, depuis le 18 novembre 2022.
Le premier Premier ministre de la Colombie-Britannique est John Foster McCreight, avocat, qui fut Premier ministre de 1871 à 1872.

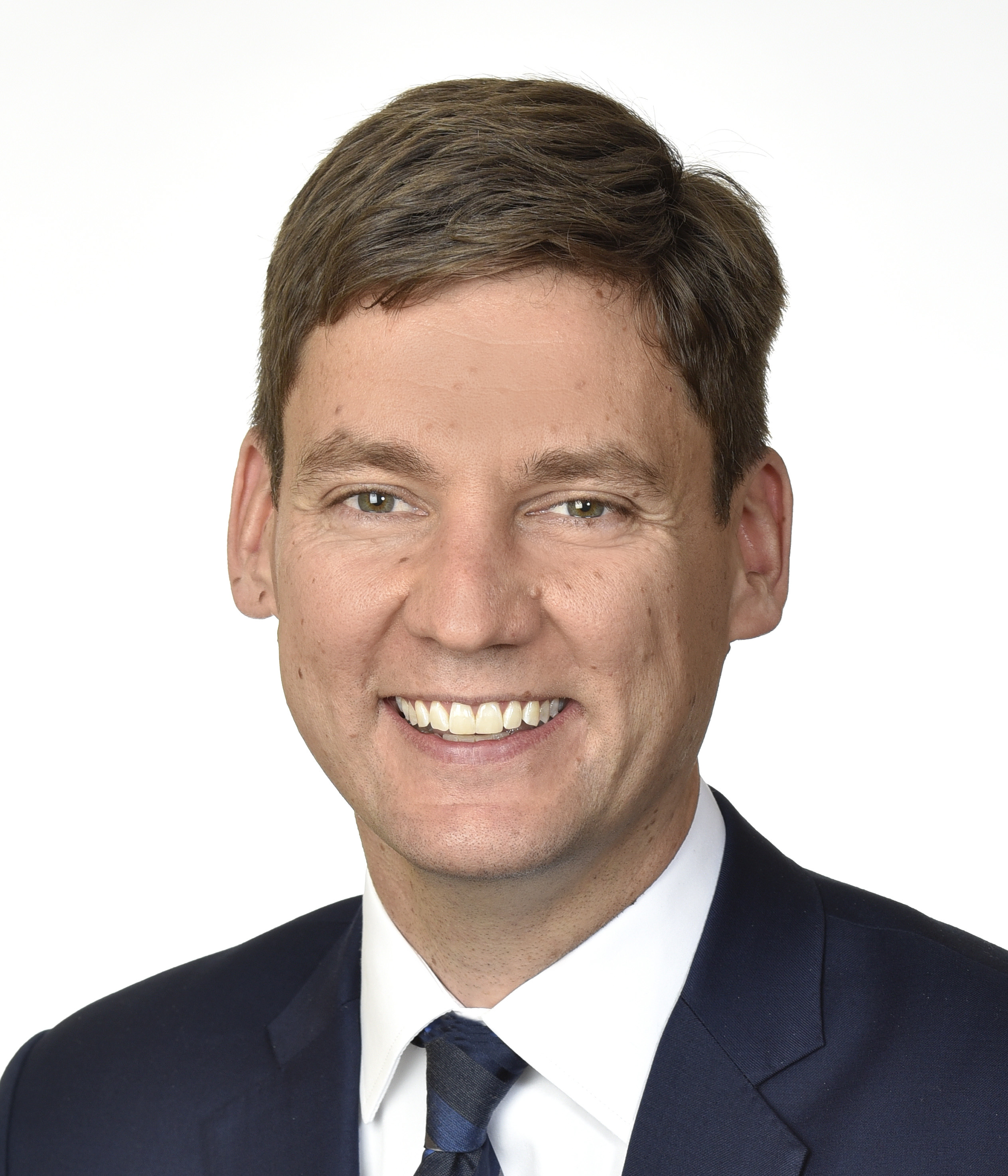
Le Premier ministre néo-démocrate actuel de la Colombie-Britannique, David Eby.

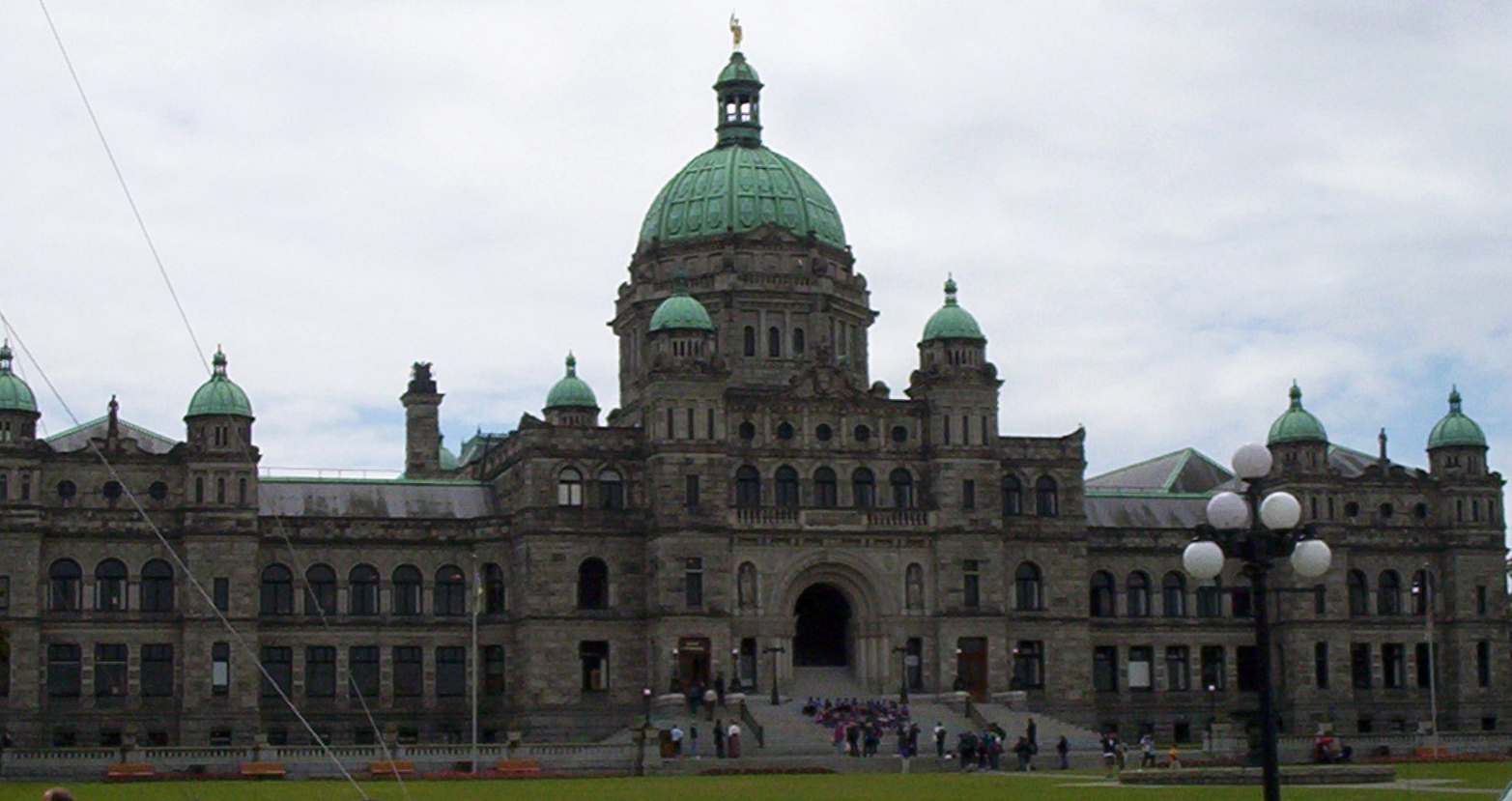
L'Assemblée législative de la Colombie-Britannique.

- Assemblée législative de la Colombie-Britannique

L'Assemblée législative de la Colombie-Britannique siège actuellement à Victoria dans un édifice achevé en 1898. Elle a vu le jour en 1871.
- Lieutenant-gouverneur

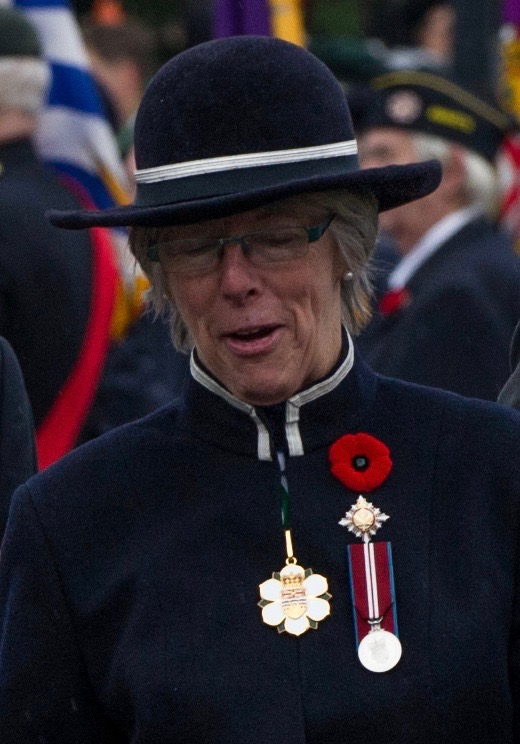
Judith Guichon fut lieutenante-gouverneure de Colombie-Britannique de 2012 à 2018.

   Le lieutenant-gouverneur de Colombie-Britannique est nommé, normalement pour une période de 5 ans, par le gouverneur général. Il représente le roi du Canada au niveau de la Colombie-Britannique, et agit de concert avec le Conseil privé du Roi pour le Canada. Depuis le 30 janvier 2025, la fonction est occupée par Wendy Lisogar-Cocchia.
- Représentation fédérale

La Colombie-Britannique est représentée par 42 députés au Parlement du Canada tandis que cinq sénateurs représentent la province au Sénat du Canada.
- Partis politiques

Il y a 27 partis politiques selon les données officielles d'Elections BC (en),.

## Organisations et associations
L'Union des municipalités de Colombie-Britannique a été créée il y a 100 ans pour donner une voix commune aux gouvernements locaux de Colombie-Britannique. Cet organisme offre aux municipalités l’occasion de se réunir, de partager leurs expériences et de se positionner solidairement. Les principaux moyens utilisés pour atteindre ces objectifs sont d'un côté une présentation annuelle et d'un autre une participation active aux activités du gouvernent de Colombie-Britannique. En somme l'Union est un poste d'écoute dans un monde en continuel mouvement.
La Fédération des francophones de Colombie-Britannique se veut représentative des Franco-Colombiens. Sa mission est de promouvoir, de représenter et de défendre les droits et intérêts des francophones de la Colombie-Britannique en préservant leurs patrimoine linguistique et culturel. La Fédération regroupe 70 000 francophones et 300 000 francophiles.

## Divers
Il y a neuf jours fériés légaux par année, durant lesquels les banques, les magasins d'alcool, la plupart des entreprises et certains commerces sont fermés.

## Sport
- Canucks de Vancouver (LNH)
- Heat d'Abbotsford (AHL)
- Blazers de Kamloops (WHL)
- Bruins de Chilliwack (WHL)
- Cougars de Prince George (WHL)
- Giants de Vancouver (WHL)
- Ice de Kootenay (WHL)
- Rockets de Kelowna (WHL)
- Lions de la Colombie-Britannique (LCF)
- Whitecaps de Vancouver (MLS)